# СКЗ (футбольный клуб)
Спортивный клуб «Замоскворечье» (СКЗ) — российский футбольный клуб. Основан в 1912 году.

## Названия
- 1912—1913 год — «Дом № 44»[1]
- 1913—1923 год — СКЗ (Спортивный клуб «Замоскворечье»)[1]

## История
В 1912 году в первенстве Замоскворечья принял участие и победил «дикий» кружок футбола «Дом № 44». Команда одержала восемь побед, один раз сыграла вничью и потерпела одно поражение.
Перед вступлением в Московскую футбольную лигу клуб был переименован в Спортивный клуб «Замоскворечье». 5 мая 1913 года был проведён первый неофициальный матч под новым названием, СКЗ одержал крупную победу над ТКФ со счетом 7:1.
31 мая 1913 года прошло учредительное собрание Спортивного кружка «Замоскворечье». Председателем Комитета был избран П. М. Карпов, секретарем — Н. И. Сыромятников, казначеем — В. И. Иванов, членами комитета стали А. М. Иванов и Н. Б. Утенков, членами ревизионной — М. И. Сыромятников, Н. Т. Венкин, А. А. Смеряшин. Кандидатами в члены комитета — Н. И. Шиманов, А. И. Прудченков, Н. М. Лобанов, А. Е. Львов. Ф. Л. Казалет и И. И. Прудниченков были избраны почетными членами клуба.
Первоначально команда базировалась на поле футбольного клуба универмага «Мюр и Мерилиз», в 1915 году на пустыре на правом берегу Москвы-реки, между Крымским мостом и 
Бабьегородской плотиной, члены клуба собственноручно соорудили спортивную площадку.
Расформирован в 1923 году..

## Стадион

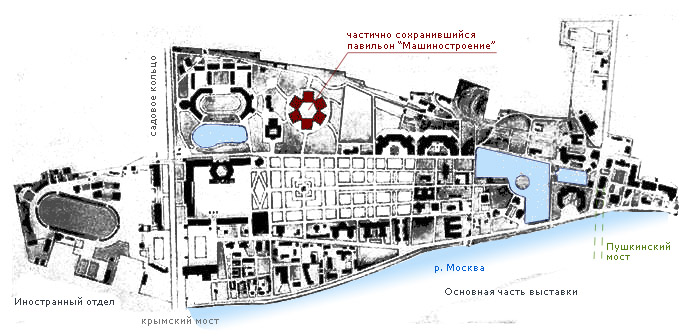
Стадион на Генеральном плане всероссийской сельскохозяйственной выставки 1923 года (в левом нижнем углу схемы)

Построен клубом СКЗ в 1915 году на пустыре на правом берегу Москвы-реки, между Крымским мостом и Бабьегородской плотиной силами членов клуба. После открытия стал известен как спортивная площадка Спортивного клуба «Замоскворечье».
Стадион имел теннисные корты, крокетную площадку, беговую дорожку из битого кирпича, футбольное поле. Первоначально последнее не соответствовало стандартам. Со временем поле было расширено, с двух сторон поля были установлены по три ряда деревянных скамеек.
С 1918 года на стадионе помимо СКЗ выступал Еврейский спортивный клуб «Маккаби».
В 1923 году на территории Иностранного отдела Всероссийской сельскохозяйственной и кустарно-промышленной выставки построен новый стадион с большими трибунами для проведения различных соревнований в её рамках. После выставки стадион передали в ведение Московского городского совета профессиональных союзов (МГСПС). В 1920-е — начале 1930-х годов здесь проводилось множество спортивных мероприятий, зимой заливался каток.
В 1931 году стадион был передан в ведение Добровольного спортивного общества профсоюзов автомобильной промышленности и стал домашним для футбольной команды завода имени И. В. Сталина (известной как «ЗиС», с 1936 года — «Торпедо»).
Обиходные названия стадиона того времени — «Стадион автозавода имени Сталина», «Стадион ЗиС».
В 1936 году стадион был отремонтирован, установлен забор, пронумерованы зрительские места. Вместимость составляла не менее 20 тысяч человек. Однако, игры высшего уровня на нём проводились все реже, а в 1941 году на территории стадиона началось строительство корпусов Академии наук СССР (прерванное войной на стадии нулевого цикла).

## Достижения
- Московская футбольная лига / Кубок КФС-Коломяги
- Чемпион (1): 1920 (о)
- Вице-чемпион (3): 1920 (в), 1922 (в), 1923 (в)
- Бронзовый призёр (4): 1918 (в), 1919 (в), 1919 (о), 1921 (о)

- Чемпионат Москвы класс «Б»
- Вице-чемпион (2): 1916, 1917 (о)

- Чемпионат Москвы класс «В»
- Вице-чемпион (1): 1915

- Кубок Тосмена
- Финалист (2): 1921